# پرومته در زنجیر
پرومته در زنجیر (یونانی باستان: Προμηθεὺς Δεσμώτης، پرومته Desmṓtēs) یک تراژدی یونان باستان است که نگارش آن به آیسخولوس نسبت داده شده و نگارش آن در سال ۴۷۹ قبل از میلاد حدس زده می‌شود. این تراژدی بر اساس اسطوره پرومتئوس، یک تایتان که با زئوس مخالفت می‌کند، ساخته شده‌است، و از بشریت محافظت می‌کند و آتش می‌بخشد، که به خاطر آن مورد خشم زئوس قرار گرفته و مجازات می‌شود.